# Johann Franz Xaver Arnold
Johann Franz Xaver Arnold, född 1730, död 1801, var en tyskspråkig universitetslärare, skriftställare och botaniker. Det är osäkert om detta var hans verkliga namn eller en pseudonym. 
Arnold är enligt den officiella botaniska taxonomin den första person, som gav den i Mellaneuropa mycket kända svarttallen dess botaniskt korrekta beskrivning.
Auktorsnamnet J.F.Arnold kan användas för Johann Franz Xaver Arnold i samband med ett vetenskapligt namn inom botaniken; se Wikipediaartiklar som länkar till auktorsnamnet.